# Rederij
Een reder is een persoon die eigenaar is van een of meer schepen, of daar minimaal een controlerend belang in heeft. Veel schepen zijn ondergebracht in een eigen onderneming apart van de andere activa. Voor de scheepsexploitatie wordt dan in veel gevallen nog gebruikgemaakt van een apart kantoor. Er is daarentegen sprake van een rederij als schepen van een onderneming onder een gemeenschappelijke naam in de vaart worden gebracht. De naam is uitdrukkelijk bij akte overeengekomen, en deze akte is ingeschreven in het register. 
De reder of rederij is aansprakelijk voor alle verbintenissen die voortkomen uit de exploitatie van het schip, waaronder aanvaringen. Een rederij stelt haar schepen inclusief aangestelde bemanning soms ter beschikking van een andere partij die de economische exploitatie voor haar rekening neemt. De rederij blijft in verreweg de meeste gevallen echter aansprakelijk voor het schip. Veel rederijen hebben een scheepsagent in dienst die de lading verzamelt en de vrachtbetalingen int.

## Nederland
Het Nederlands vervoersrecht dat van toepassing is op rederijen en schepen, wordt voor een groot deel geregeld in Boek 8 van het Burgerlijk Wetboek. Overigens is in Nederland een rederij geen rechtspersoon (zie wetsartikel 8:160 lid 2 BW). De Kamer van Koophandel hanteert de rederij wel als een aparte rechtsvorm.

## Opmerking
Het woord reder werd eerder niet alleen gebruikt voor de eigenaar van een rederij, maar als een alternatieve benaming voor fabrikeur of commissionair, zie lakenreder.